# Clan MacDougall
Le clan MacDougall est un clan écossais des Highlands formé par les descendants de Dugald, fils de Somerled, qui gouverne Lorne et l’île de Mull en Argyll au XIIIe siècle et XIVe siècle.

## Histoire

### Origines
Le clan MacDougall est un clan écossais généralement associé aux terres d’Argyll et de Lorn. Comme le clan Donald ou MacDonald et toutes ses branches, les MacDougall descendent de Somerled, également connu comme seigneur des Îles. On se réfère à ses deux clans comme le Clann Somhairle. Ils descendent par la lignée maternelle des maisons de Godred Crovan et des comtes des Orcades, par la femme de Somerled, Ragnhildis Ólafsdóttir, fille d’Olaf Ier Godredsson, roi de Man et d’Ingeborg Haakonsdottir fille d’Haakon Paulsson, comte des Orcades.
Le clan MacDougall doit son nom à Dughall mac Somhairle, le fils aîné de Somerled et Ragnhild, qui, après la mort de son père en 1164, détient la plupart de l’Argyll ainsi que des îles comme l’île de Mull, Lismore, Jura, Tiree, Coll, Iona et d’autres. La branche du Clan Macdonald de Clanranald tient son nom d’un autre fils de Somerled, Ranald, et le clan MacDonald tient lui son nom au fils de Ranald, Donald MacRagnald.
Le nom Dougall, ou Dugald, vient du gaélique dubh-gall, signifiant « étranger sombre ». Les descendants de Dougall demeurent connus par le roi de Norvège comme « rois des South Isles et seigneur de Lorne ». Son fils, Duncan, et son petit-fils, Ewen, construisent des châteaux pour défendre leurs territoires, comme à Dunstaffnage, à Dunollie et à Duntrune, et Aros, Cairnburgh, Dunchonnel et Coeffin sur les îles. Dunollie, est certainement fortifiée depuis le VIe siècle et devient le principal siège du clan. Duncan bâtit également le prieuré d’Ardchattan, où les chefs du clan sont enterrés jusqu’en 1737.
Après la défaite d’Haakon IV de Norvège face à l’armée écossaise à la bataille de Largs en 1263, le clan MacDougall attaque sa flotte et la défait lors d’une bataille en mer.
La bataille de Red Ford, qui se tient à Lorn en 1296, oppose le clan Campbell et le clan MacDougall à propos de terres sur les côtes. Vers la fin du XIIIe siècle la puissance montante dominant la côte ouest écossaise est le clan MacDougall. Ses châteaux de Dunollie et Dunstaffnage, près d’Oban en Argyll permettent de garder contrôle sur les terres, tandis que leur importante flotte de galions domine les mers. Les deux clans perdent de nombreux des leurs dans la bataille de Red Ford, au cours de laquelle les MacDougall s’emparent d’un château des Campbell sur Loch Awe, et tuent leur chef de clan, Cailean Mor Campbell. Son corps est amené à l’église Saint-Pierre le diacre à Kilchrenan sur les rives de Loch Awe. Bien que l’emplacement exact de la tombe ne soit pas connu, en 1816 le duc d’Argyll apporte une pierre gravée dans l’église actuelle pour commémorer son ancêtre.

### Guerres d’indépendance écossaises
Les MacDougall soutiennent le roi Jean d'Écosse puis William Wallace, mais sont plus tard confrontés aux partisans du roi Robert Ier d’Écosse au cours des guerres civiles écossaises. 
Alasdair MacDougall épouse la sœur de John Comyn du clan Comyn, l’homme le plus puissant d’Écosse. Le fils de John, le « Red Comyn », est le second dans la ligne de succession du trône après les Balliol. Toutefois, c’est à cette époque que Bruce décide de s’emparer de la couronne. Il tue le Red Cowyn à Dumfries, et les MacDougall entrent alors dans une guerre qui se termine par la destruction du clan Comyn et la perte des îles par les  MacDougall au profit de Bruce.
Bruce mène une force de 3 000 hommes face aux MacDougall. John MacDougall de Lorne tend une embuscade à l’armée de Bruce, mais après une féroce bataille il doit reculer. Les MacDougall perdent alors une vaste partie de leurs terres en Argyll qui passent aux mains des Campbell, pour leur loyauté au roi. Toutefois le clan MacDougall sort vainqueur de la bataille de Dalrigh l’opposant à Robert the Bruce et au comte d’Atholl en 1306. On raconte que Bruce a frôlé la mort au cours de cette bataille, et a dû déchirer sa cape dont un MacDougall s’était saisi pour s’échapper. Les MacDougall conservent toujours la broche de ladite cape. Selon la légende, Bruce s’est ensuite dirigé vers Rathlin, une île située entre l’Écosse et le Nord-Est de l’Irlande, où il se cache dans une grotte. C’est en y voyant une araignée constamment en train de réessayer de construire sa toile qu’il dit « si tu n’as pas réussi du premier coup, recommence, recommence encore ». Les visiteurs se rendant à Rathlin peuvent toujours voir la grotte de Bruce et les restes de son château. Il retourne en Écosse et défait ensuite les MacDougall lors de la bataille de Pass of Brander en 1308.
Une réconciliation interviendra cependant avec la Maison de Bruce à la suite de l'union de Joanna une petite-fille de Robert Ier d'Écosse avec John MacDougall of Lorne fils de John Baccach MacDougall 5e seigneur de Dunollie et de Lorn (mort en 1317).

### Conflits entre clans auXVesiècle
En 1463, Sir John Stewart est assassiné en dehors d’une église alors qu’il allait épouser une MacLaren. Son meurtrier est Alan MacCoul, un allié des MacDougall. Toutefois, ce meurtre est vengé en 1468 quand le clan Stuart et le clan MacLaren battent ensemble les MacDougall à la bataille de Stalc,.

### XVIIesiècleet guerre civile
Au XVIIe siècle, durant la guerre civile, le clan MacDougall se range dans le camp royaliste, et en 1645 le chef Alexander MacDougall mène 500 de ses hommes au combat. Après la défaite de John Graham, 1er marquis de Montrose, une armée menée par David Leslie est envoyée en Argyll pour traiter avec les sympathisants royalistes. Quand la monarchie des Stuart est restaurée, les MacDougall retrouvent leurs terres.

### Révoltes jacobites duXVIIIesiècle
Au XVIIIe siècle, au cours des révoltes jacobites le clan MacDougall soutient la cause jacobite et participe en 1715 à la bataille de Sheriffmuir qui est une défaite pour les jacobites. Le chef du clan MacDougall est forcé de s’exiler, mais il revient plus tard en Écosse où il vit comme un fugitif. Il est pardonné en 1727.
Son fils et prochain chef, Alexander MacDougall, ne prend pas part aux révoltes jacobites de 1745 et 1746, bien que son frère et quelques-uns de ses hommes se battent aux côtés des jacobites lors de la bataille de Culloden en 1746. La force armée du clan à cette époque est de 200 hommes.

## Symboles du clan
Le corbeau: Ce symbole semble provenir des origines vikings du clan, cet oiseau y étant un oiseau d’État et le compagnon des dieux. Deux corbeaux nommés Pensée et Mémoire se trouvaient sur les épaules du dieu Odin, et cet oiseau est considéré comme un animal sage et intelligent. Certains historiens ont pu observer un corbeau représenté sur la proue des galions du clan, plutôt que la tête de dragon traditionnelle. Les galions des MacDougall semblent aussi avoir arboré un corbeau sur leur drapeau.
La bruyère cendrée: Cette plante est connue depuis très longtemps comme un emblème du clan. Elle est facile à trouver et à accrocher aux pointes des lances.

## Châteaux

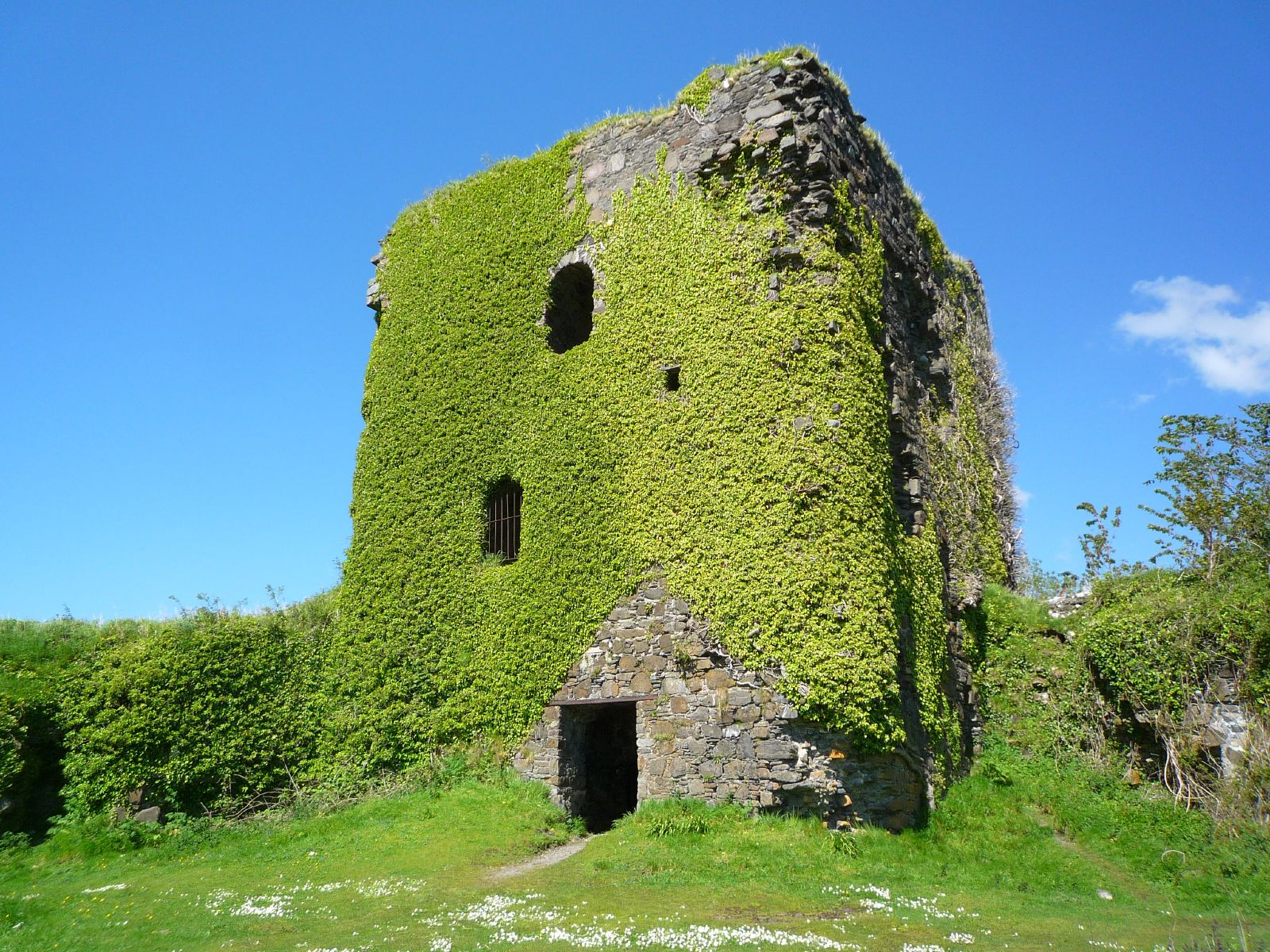
Château de Dunnolie

Les châteaux que possédaient les MacDougall comprennent :
- Le château de Dunollie, en Argyll, siège actuel du clan, il est situé près d'Oban. On peut y voir les ruines d'une ancienne tour appartenant à une précédente construction. Le site fut fortifié au VIe et au VIIe siècle. Le château actuel fut construit par les MacDougall de Lorn. La Broche de Lorn qui fut prise à Robert Ier par les MacDougall fut gardée dans ce château. Il fut attaqué par le clan Campbell en 1644 et assiégé par l'armée covenantaire en 1647 qui le mit à sac avant de le brûler. Durant le soulèvement jacobite de 1715 le château fut à nouveau attaqué et comme les MacDougall soutinrent les Stuart leurs terres furent confisquées. Les terres furent récupérées en 1746, mais le clan construisit un autre château non loin et celui-ci fut abandonné. La bâtisse est actuellement en très mauvais état mais elle est toujours la propriété des MacDougall[6].
- Le château de Dunstaffnage qui fut pendant un temps le siège du clan. Le château est situé à peine 6 km au nord-est d'Oban. D'après la légende il aurait accueilli autrefois la Pierre de la Destiné. En 1309 le château passa aux mains des Campbell après avoir été saisi par Robert Ier. Il appartient désormais à l'agence Historic Scotland[6].Château de Dunstaffnage

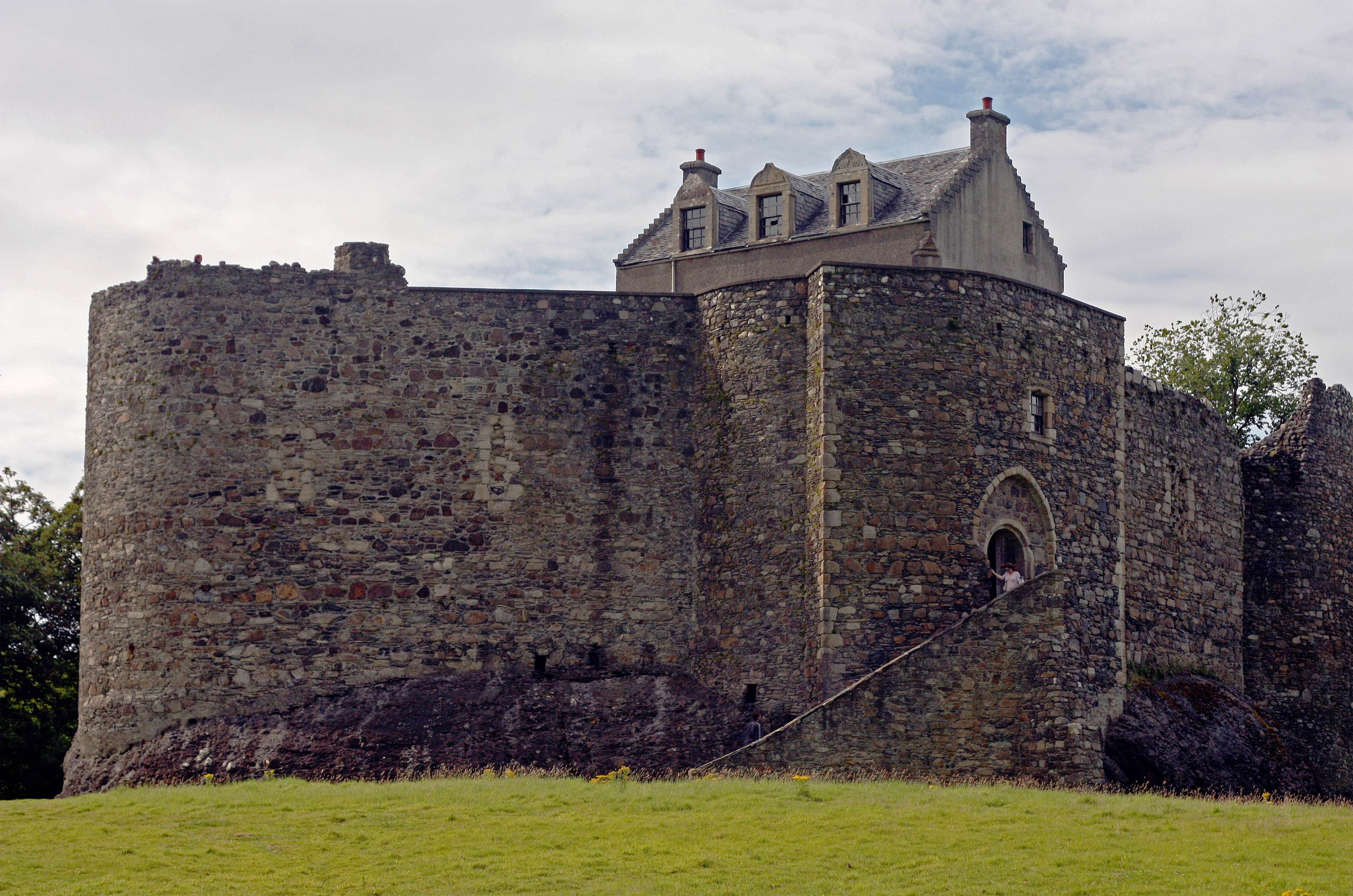
Château de Dunstaffnage

- Le château de Duntrune assiégé par le clan MacDonald, et plus tard pris par le clan Campbell.
- Le château de Cairnburgh sur les îles Treshnish. Aujourd'hui une ruine, autrefois propriété des MacDougall, il passa en possession de la couronne en 1309 mais ils en restèrent les gardiens[6].
- le château de Dunchonnel sur les îles Garvellach, lui aussi en ruine[6].
- le château de Coeffin, sur l'île de Lismore (en ruine)[6].
- le château de Duart sur l'île de Mull. Il fut probablement construit par les MacDougall au XIIIe siècle et devint la possession des MacLean au cours du XIVe siècle[6].
- le château de Mingary dans le Lochaber. Construit au XIIIe siècle par le clan[6].
- Le château de Gylen est situé sur côte sud de Kerrera, c'est une petite maison-tour qui appartient toujours au MacDougall. Il fut (comme le chateau de Dunollie) détruit par les covenantaires du général Leslie en 1647 pendant la guerre civile[6].
- Le château de Stalker qui passe plus tard aux mains des Stewart puis du clan Campbell.

## Chefs
- Dughall mac Somhairle.
- Dugald Screech et Donnchad d’Argyll (mort vers 1237x1248) (et peut-être Uspak Haakon), fils de Dugald
- Eóghan MacDubhgall, fils de Donnchad (mort vers 1268x1275)MacDougall

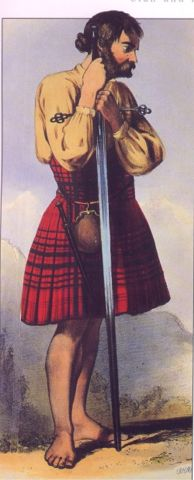
MacDougall

- Alexandre MacDougall, fils d’Eoghan (mort vers 1310x1311, peut-être à Carlisle), qui épouse une fille anonyme de John Comyn, capturée par Robert Bruce et ses alliés ; sa sœur Marie épouse Magnus III de Man, roi de Man et, à la mort de ce dernier, se remarie à 
Maol Íosa, Mormaer de Strathearn
- John MacDougall de Lorne, fils d’Alexander (mort en pèlerinage à Canterbury en septembre 1316), ennemi de Bruce et de l’allié de celui-ci, Angus Og MacDonald, qui a été battu et envoyé en exil.

## Tartan
| Tartan | Légende                                                                         |
| ------ | ------------------------------------------------------------------------------- |
|        | Tartan des MacDougall tel qu’il est montré en 1842 dans le Vestiarium Scoticum. |